# Igreja de São Martinho de Mouros

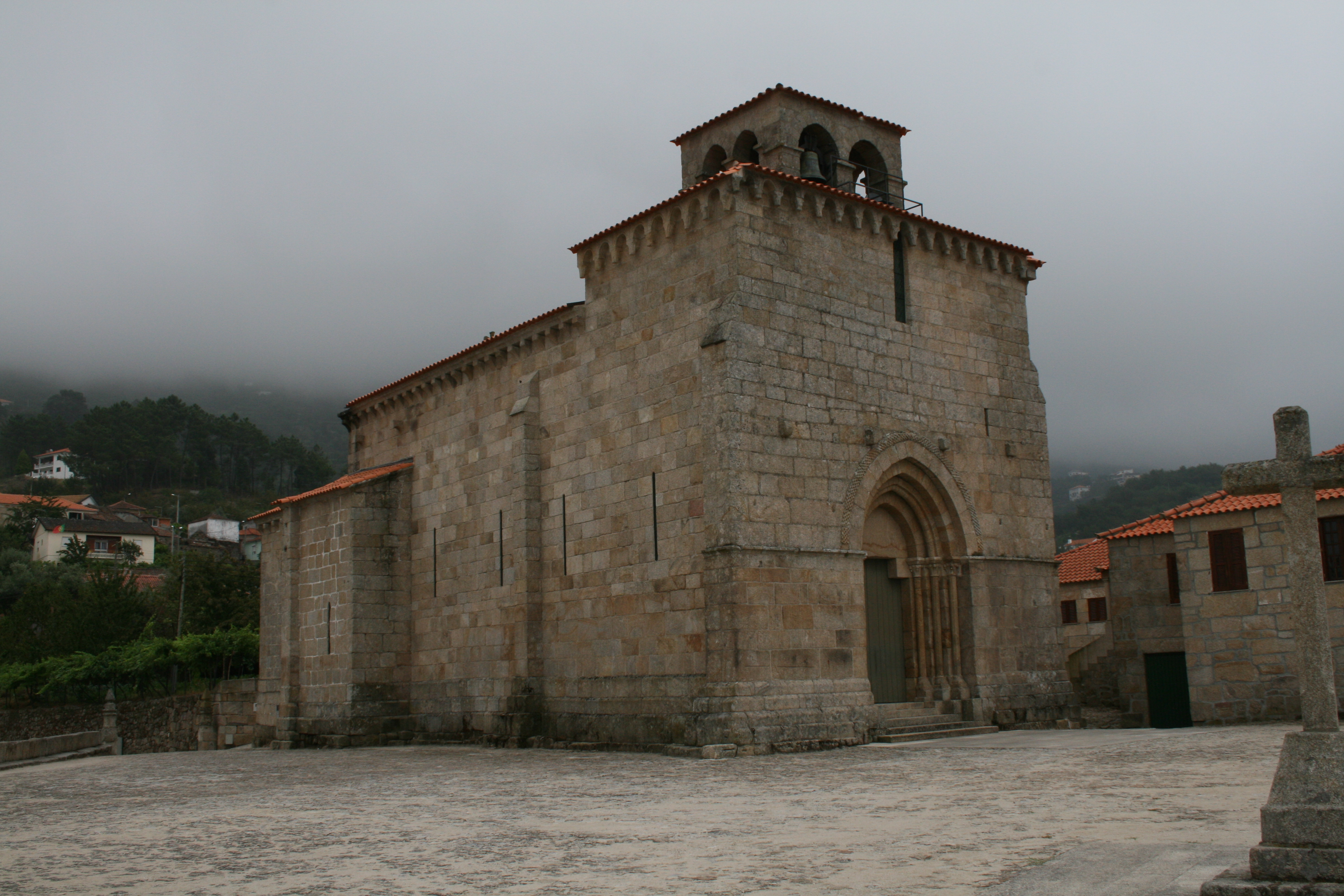
Igreja de São Martino de Mouros

A Igreja de São Martinho de Mouros situa-se em São Martinho de Mouros, no município de Resende, Portugal.
Contemplada do ângulo noroeste do adro, a igreja apresenta-se-nos em toda a imponência da sua mole granítica escura.
Na fachada destaca-se o remate superior que possui nitidamente influência sírio/arménia da Cilícia.
Foi classificada como Monumento Nacional em 1922. Integra, desde 2010, o projeto turístico-cultural da Rota do Românico.